# Nikola Rađen
Nikola Rađen (Sombor, 29. siječnja 1985.), srbijanski vaterpolist, igrač beogradske Crvene zvezde. Ponikao je u novosadskoj Vojvodini, a igrao je i za Partizan i za NC Chios. Visok je 195 cm i težak 121 kg.  Sredinom svibnja 2015. pao je na dopinškom testu i ispostavilo se da je uzimao kokain, zbog čega je suspendiran.